# Friedrich Martius
Friedrich Martius (Erxleben, 7 settembre 1850 – Rostock, 1º ottobre 1923) è stato un medico tedesco.

## Biografia
Era il padre del filosofo Hedwig Conrad-Martius (1888-1966), studiò medicina presso la Pépinière di Berlino, ottenendo il dottorato nel 1874. Dopo la laurea, fu medico militare e dopo aver lavorato come assistente presso la clinica di Carl Gerhardt a Berlino, nel 1887 riceve la sua abilitazione e, in seguito, fu nominato medico personale di Paolo Federico di Meclemburgo-Schwerin. Nel 1891 si trasferì presso l'Università di Rostock come professore associato e direttore della clinica medica.

## Opere principali
Fu autore di numerosi articoli scientifici, quali disturbi cardiaci e gastrici.
- Die Magensäure des Menschen, kritisch und experimentell, 1892.
- Tachycardie; eine klinische Studie, 1895.
- Achylia gastrica, ihre Ursachen und ihre Folgen. Mit einem anatomischen Beitrage von O. Lubarsch, 1897 – con contributi anatomici di Otto Lubarsch.
- Pathogenese innerer Krankheiten, nach Vorlesungen für Studirende und Ärzte, 1899.
- Neurasthenische Entartung einst und jetzt. Tröstliche Betrachtungen eines Kulturoptimisten, 1909.
- Konstitution und Vererbung in ihren Beziehungen zur Pathologie, 1914.[2]